# PyCCS
PyCCS (Python Climate Control Systems) je softwarový balíček navržený pro modelování a simulaci klimatických systémů pomocí programovacího jazyka Python. Jeho hlavním cílem je poskytnout vědecké komunitě nástroj pro modelování a analýzu klimatických změn s vysokou flexibilitou a modularitou.

## Charakteristika
PyCCS je charakterizován svojí schopností manipulace s různými typy klimatických modelů, od jednoduchých jednooborových modelů po komplexní globální klimatické systémy. Jeho architektura je založena na principu modulárního návrhu, což umožňuje snadné rozšíření a přizpůsobení jeho funkcí podle konkrétních potřeb.

## Procesy spojené s PyCCS
Uživatelé začínají proces modelování definováním základních parametrů jejich klimatického modelu. Tyto parametry mohou zahrnovat fyzikální zákony, geografické údaje a další relevantní faktory. Po inicializaci modelu následuje fáze kalibrace, kde se model testuje a upravuje na základě dostupných údajů. Po dokončení kalibrace je model připraven ke simulaci, kde se používají různé scénáře a vstupní parametry pro generování výsledků.

## Využití
PyCCS se využívá v různých oblastech klimatologie a atmosférických věd, jako jsou studia klimatických změn, předpovědi počasí, analýza rizik a odhad dopadů změny klimatu na životní prostředí a společnost. Jeho modulární struktura umožňuje přizpůsobení se specifickým potřebám různých vědeckých projektů a výzkumných týmů.

## Funkce
- Modularita: PyCCS je navržen s důrazem na modulární návrh, což umožňuje snadné přidávání a odstraňování modulů a funkcí podle potřeb uživatelů.

- Optimalizace výkonu: Software je optimalizován pro výkon a efektivitu, což umožňuje rychlé a přesné simulace klimatických modelů.

- Integrace s dalšími nástroji: PyCCS je schopen integrovat se s dalšími softwarovými nástroji a datovými zdroji v klimatologickém výzkumu, což poskytuje uživatelům širší možnosti analýzy a modelování.

## Doplňky a rozšíření
Kromě základní funkcionality PyCCS je k dispozici také množství doplňků a rozšíření, které poskytují dodatečné nástroje a funkce pro specifické aplikace a výzkumné úkoly. Tato rozšíření mohou zahrnovat různé modely a algoritmy pro simulaci klimatických procesů, jakož i nástroje pro vizualizaci a analýzu výsledků.

## Využití ve výzkumu
PyCCS je aktivně využíván ve výzkumu klimatologických systémů a klimatických změn. Poskytuje výzkumníkům nástroje pro modelování a simulaci různých scénářů klimatických změn a jejich dopadů. Rovněž umožňuje analyzovat dostupná data a porovnávat je s výsledky simulací, což pomáhá lépe porozumět klimatickým procesům a předpovídat jejich vývoj v budoucnosti.